# Juana Bormann
Johanna Bormann o (mal) Juana Borman (Birkenfelde, Alemania; 10 de septiembre de 1893 – Hamelín, 13 de diciembre de 1945) fue una "supervisora de prisión" de las SS en los campos de concentración nazis, que fue sentenciada y ejecutada por crímenes contra la humanidad en el Juicio de Bergen-Belsen, a finales de 1945. 
No tuvo ninguna vinculación con el dirigente nazi Martin Bormann.

## Biografía
Durante su juicio, Bormann dijo que se había unido a las SS en 1938 "para ganar un buen dinero".
Sirvió primero en el campo de concentración de Lichtenburg, en Sajonia como SS Oberaufseherin con otras 49 mujeres de las SS. 
En 1939, estuvo asignada en el campo de concentración de Ravensbrück, un campo femenino cerca de Berlín. 
En marzo de 1942, Bormann fue una de las seleccionadas para prestar servicio en el Campo de concentración de Auschwitz en Polonia. Corta de estatura, fue conocida por su excesiva crueldad. Sus víctimas la llamaban como "Wiesel" y "la mujer de los perros".
En octubre de 1942, Bormann dejó el campo principal de Auschwitz. Sus supervisores incluían a María Mandel,  Margot Drechsel e Irma Grese. Bormann fue en algún momento transferida hacia Budy, un subcampo cercano donde continuó abusando de los prisioneros.
En 1944, cuando los alemanes empezaron a tener grandes pérdidas, Bormann fue transferida al Campo auxiliar de Hindenburg (hoy día llamada Zabrze, en Polonia) en Silesia. 
En enero de 1945, regresó a Ravensbrück. En marzo llegó a su última asignación en el Campo de concentración de Bergen-Belsen, cerca de Celle, donde sirvió bajo las órdenes de Josef Kramer, Irma Grese y Elisabeth Volkenrath (de los cuales todos habían servido en Birkenau.) El 15 de abril de 1945, el Ejército Británico tomó Bergen-Belsen, encontrando más de 10.000 cadáveres y más de 60.000 supervivientes. 
Los libertadores forzaron a todo el personal de las SS a cargar y enterrar a los prisioneros muertos.
Bormann fue después encarcelada e interrogada por los militares y presentada ante el Tribunal Británico en el Juicio de Bergen-Belsen el cual duró desde el 17 de septiembre hasta el 17 de noviembre de 1945. La corte escuchó los testimonios relativos a los asesinatos cometidos en Auschwitz y en Belsen, algunas veces "soltando a su enorme perro lobo" pastor alemán a los indefensos prisioneros. Fue encontrada culpable y colgada junto a Grese y Volkenrath, el 13 de diciembre de 1945.
El verdugo, Albert Pierrepoint, escribió posteriormente: 

"ella cojeó por el corredor luciendo muy avejentada y demacrada. Tenía sólo 52 años (sic), midiendo solamente 1,52 metros. Estaba temblando y se colocó sobre la balanza. Dijo en alemán: 'yo tengo mis sentimientos'."